# 家高七央子
家高 七央子（やたか なおこ、1991年12月4日 - ）は、日本の元女子バレーボール選手。

## 来歴
長野県木曽郡出身。裾花中時代には全国優勝を経験。東海大付三高時代には春高バレー、インターハイで活躍した。卒業後は東海大学に進学し、2年次のインカレ優勝に貢献した。4年次には主将を務めた。ユニバーシアードの日本代表として、2013年7月開催の第27回ユニバーシアード競技大会に出場した。
2014年2月、VプレミアリーグのNECレッドロケッツへの入団が内定した。同月15日のトヨタ車体戦でデビューし、途中出場でスパイク6得点、ブロック3得点した。
2015年7月に光州市で行われた第28回ユニバーシアードに主将として出場し、銅メダル獲得へと導いた。
2018年6月、NECは家高の現役引退を発表した。
引退後はNECファシリティーズを経てスポーツビジネス統括部で勤務し、スポンサー営業の業務を行っている傍ら、レッドロケッツアカデミーの指導者を務めている。

## 球歴
- ユニバーシアード日本代表 - 2013年、2015年

## 所属チーム
- 長野市立裾花中（2004-2007年）
- 東海大付三高（2007-2010年）
- 東海大学（2010-2014年）
- NECレッドロケッツ（2014-2018年）

## 個人成績
Vプレミアリーグレギュラーラウンドにおける個人成績は下記の通り。
| シーズン | 所属 | 出場 | 出場   | アタック | アタック | アタック | アタック | ブロック | ブロック | サーブ | サーブ | サーブ | サーブ | レセプション | レセプション | 総得点 | 備考     |
| -------- | ---- | ---- | ------ | -------- | -------- | -------- | -------- | -------- | -------- | ------ | ------ | ------ | ------ | ------------ | ------------ | ------ | -------- |
| シーズン | 所属 | 試合 | セット | 打数     | 得点     | 決定率   | 効果率   | 決定     | /set     | 打数   | エース | 得点率 | 効果率 | 受数         | 成功率       | 総得点 | 備考     |
| 2013/14  | NEC  | 13   | 22     | 51       | 20       | 39.2%    | %        | 4        | 0.18     | 39     | 3      | 7.69%  | 19.5%  | 0            | 0.0%         | 27     | 内定選手 |
| 2014/15  | NEC  | 14   | 16     | 42       | 17       | 40.5%    | %        | 3        | 0.19     | 19     | 1      | 5.26%  | 16.1%  | 3            | 66.7%        | 21     |          |
| 2015/16  | NEC  | 21   | 47     | 64       | 24       | 37.5%    | %        | 2        | 0.04     | 59     | 4      | 6.78%  | 15.8%  | 3            | 66.7%        | 30     |          |
| 2016/17  | NEC  | 17   | 16     | 41       | 16       | 39.0%    | %        | 3        | 0.19     | 29     | 1      | %      | 7.9%   | 1            | 0.0%         | 20     |          |